# 塔門洲

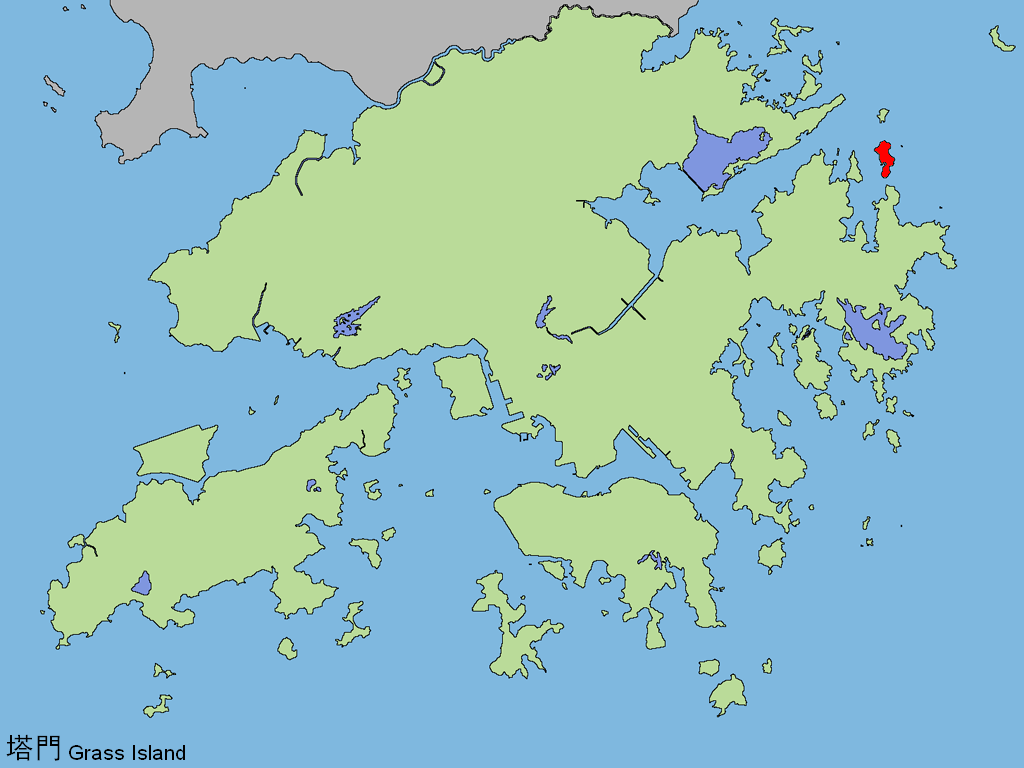
香港における塔門洲の位置

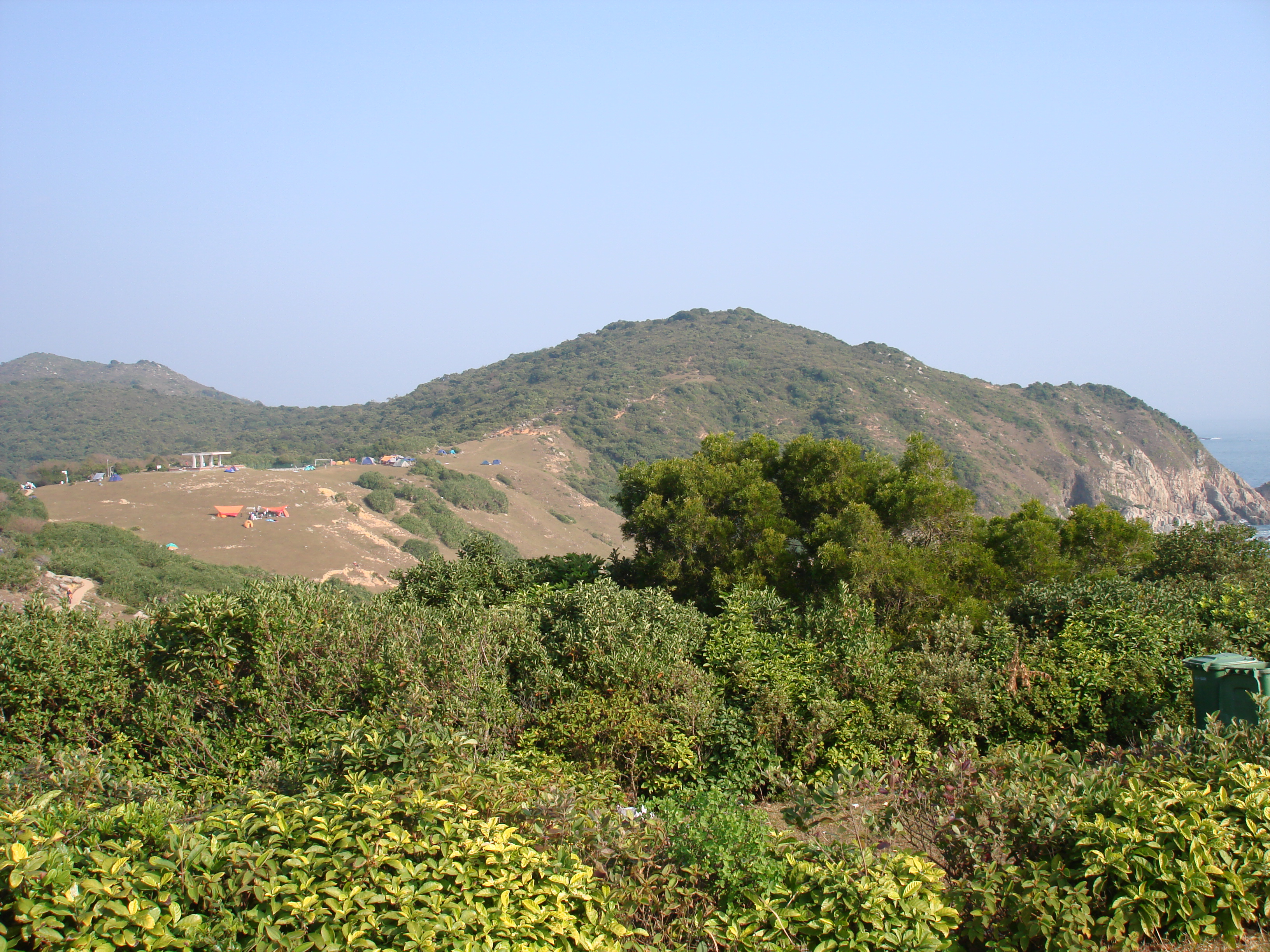
塔門洲

塔門洲（タプムンチャウ、英語: Grass Island）は、香港新界大埔区にある離島で、大鵬湾に面している。かつては西貢市から西貢北への道路はなく、大埔滘からフェリーで行けるだけだったので、西貢半島の北に位置するが、西貢区には属さず、大埔区に属する。
塔門洲の一番高い所は茅平山で、高さは125メートルである。東南の海岸には巨石が林立していて、それが仏塔のように見えたことから、「仏塔門」と呼ばれ、現在は「塔門洲」、塔門と呼ばれるようになった。島の南部に穏やかな湾港があり、ここにたちよる漁船で賑わう。
塔門洲へは、沙田馬料水埠頭と大埔西貢北黄石埠頭からフェリー航路がある。